# Expatriado

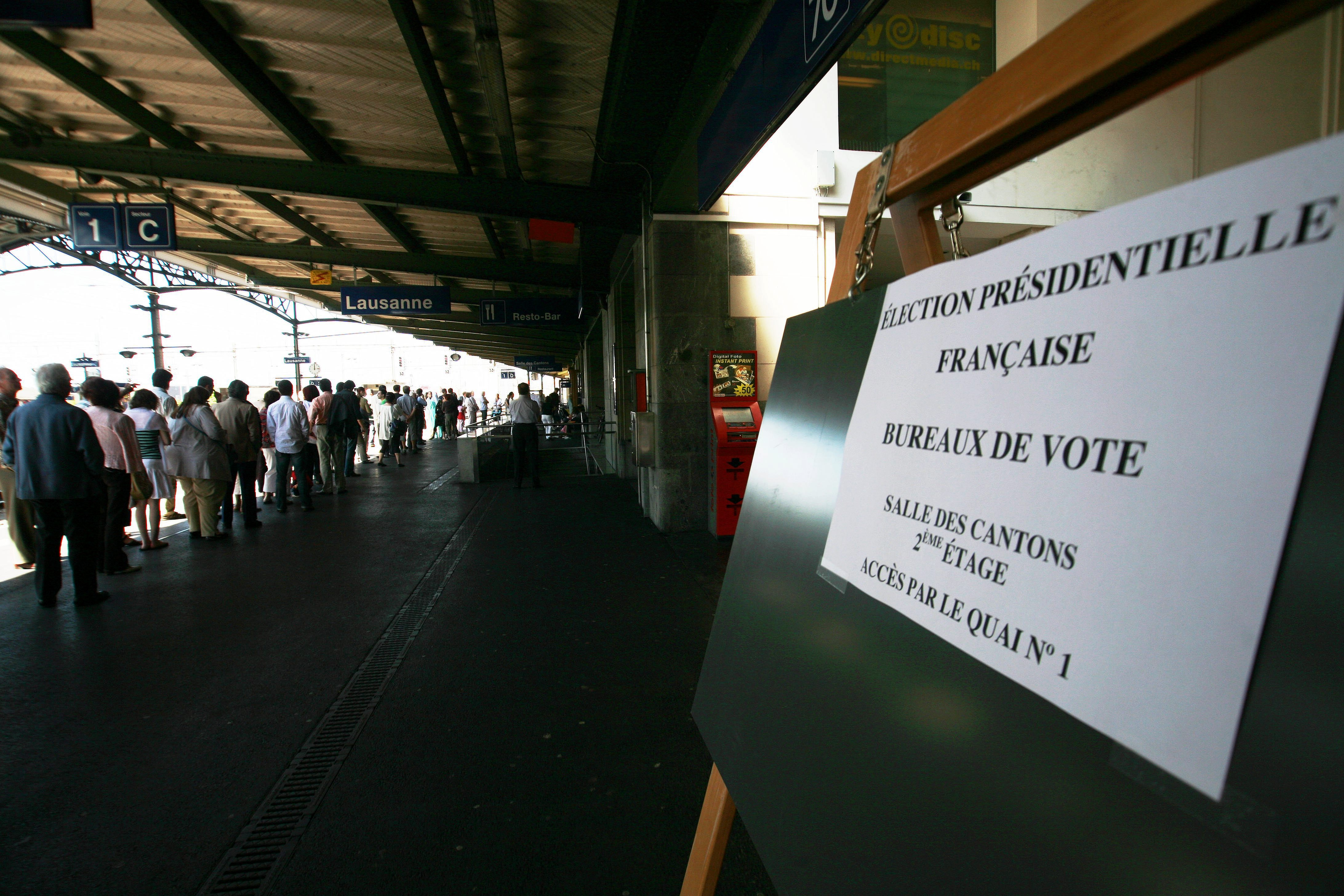
Votantes expatriados franceses hacen cola para votar en Lausana durante la primera vuelta de la elección presidencial del 2007.

Un expatriado (en femenino, una expatriada) es una persona que reside en un país diferente del país en el que nació o del país del que tiene nacionalidad o tiene residencia de ese país. El término viene del ex («fuera de») y patria («país», «madre patria»). El término se usa comúnmente en el caso en que las empresas envían a sus profesionales o trabajadores a sus delegaciones en el extranjero.
No existe una definición establecida e inamovible de la palabra. Así, una persona que es vista desde su país como expatriado puede ser percibida como inmigrante en el país anfitrión. Sin embargo, un jubilado que viva en otro país normalmente se considera expatriado. La aplicación selectiva de la calidad de expatriado, por lo general a favor de personas provenientes de países desarrollados, ha llevado a que este término sea señalado como racista y excluyente.

## Fundamentos
En el siglo XIX y en los inicios del siglo XX, muchos americanos se sintieron atraídos por ciudades centroeuropeas, especialmente Munich y París. El autor Henry James, por ejemplo, hizo de Inglaterra su hogar y Ernest Hemingway hizo lo propio de París.
El término «expatriado» en algunos países tiene incluso implicaciones legales en términos de recaudación de impuestos. El sujeto puede, por ejemplo, beneficiarse de exenciones y ventajas fiscales. Así, una persona puede ser un expatriado si viaja a otro país con la intención de volver al suyo propio. El número de años puede variar en función de la normativa fiscal.
En ocasiones, el término «expatriación» significa el exilio, la pérdida de la ciudadanía o la renuncia a la ciudadanía o juramento a la patria.
El documento de Estados Unidos Expatriation Act of 1868 afirma en su preámbulo que 'El derecho de expatriación es natural, indispensable e inherente al derecho de todas las personas al disfrute del derecho a la vida, la libertad y la búsqueda de la felicidad.'
Los nazis privaron de la ciudadanía a personajes como Albert Einstein, Oskar Maria Graf, Willy Brandt y Thomas Mann.

## Tendencias de expatriación
Durante la segunda mitad del siglo XX, la expatriación era protagonizada por trabajadores enviados por sus empresas a delegaciones en el extranjero. Al final de este siglo, la globalización creó un mercado global de profesionales cualificados, mientras que las diferencias de renta con los trabajadores no cualificados se mantuvo. El coste de los viajes intercontinentales disminuyó considerablemente, de forma que los trabajadores que no encontraban empleo en su mercado local, no tenían mucha dificultad para ofertarse en el mercado internacional.
Este hecho ha generado otro tipo de expatriado ahora que los trabajos con desplazamiento de corta duración son cada vez más frecuentes, a diferencia del marco tradicional de expatriación. La movilidad individual está ganando terreno. Como los trabajos asignados por las empresas duran meses en lugar de años, las familias de estos trabajadores pueden permanecer en su lugar de origen. Esto tiene un gran impacto cultural porque, mientras que en el modelo antiguo los expatriados no se integraban en la cultura del país y permanecían en grupos reducidos, con este nuevo modelo, al tener que vivir y trabajar codo a codo con los locales, la integración es mayor, especialmente en la cultura de trabajo de las grandes empresas multinacionales.
Muchas veces la expatriación no viene dada por las empresas sino que son los propios profesionales liberales autónomos, por ejemplo, investigadores, que se desplazan, convirtiéndose a sí mismos en autoexpatriados. También se encuentran los ejecutivos expatriados que se encargan de delegaciones locales. Algunas empresas asiáticas han reclutado directores occidentales. Estos ejecutivos también pueden ser catalogados como autoexpatriados.
En Dubái, la población está formada principalmente por expatriados de otros países como Pakistán, Bangladés y Filipinas, y solo el 20 % de la población son ciudadanos de origen local. El continuo flujo de expatriados hace difícil poner cifras. Según las Naciones Unidas, más de 200 millones de personas podrían estar viviendo fuera de sus países de origen, según estadísticas de 2010.
Generalmente, los expatriados se benefician de un amplio espectro de productos financieros, posibilidades de inversión en el extranjero, en productos no afectados por los impuestos de sus países de residencia. Los destinos más populares para los expatriados son, actualmente, España, seguida de Alemania y Gran Bretaña.

### Europeos que viven en el extranjero
Los países europeos con mayor número de expatriados de salida en 2009 fueron el Reino Unido, con más de tres millones, seguido de Alemania e Italia. Durante los últimos 10 años, la emigración de Gran Bretaña se ha mantenido en unos 400 000 cada año.

### Ciudadanos de los Estados Unidos de América en el extranjero
Durante la guerra de Vietnam, unos 100 000 hombres emigraron para evitar ir al frente. El 90 % se trasladaron a Canadá. Se estima que en 2010 unos 6 millones de estadounidenses vivían fuera de los Estados Unidos. Los Estados Unidos es el único de los países industrializados cuyos ciudadanos pagan impuestos aunque vivan en el extranjero, incluso cuando estos ciudadanos paguen impuestos en sus países de residencia. Sin embargo, tienen una exención fiscal sobre los primeros 97 600 dólares de renta salarial, según datos de 2013. No así sobre sus pensiones y otras fuentes de ingresos. Además, la ley de 2010 conocida como FATCA, obliga a los expatriados a la declaración de cuentas en el extranjero cuando exceden los 50 000 dólares. Su omisión implica fuertes sanciones. A causa de la legislación de los Estados Unidos, que impone ciertas obligaciones a las instituciones financieras, los expatriados estadounidenses a menudo experimentan un servicio reducido por parte de los bancos de su país de residencia. Se les deniegan servicios que sí tienen los demás ciudadanos. Para evitarlo, cada año muchos estadounidenses renuncian a la ciudadanía estadounidense.

## Gestión de recursos humanos de empleados expatriados
La necesidad de desarrollo de un liderazgo a nivel internacional ha desencadenado un aumento mundial en la movilidad. La remuneración de este tipo de empleados consiste generalmente en un fijo más beneficios como gastos pagados y otros no monetarios como casa y servicios educativos. Algunas empresas cubren por completo la escolarización de los hijos de estos empleados en colegios internacionales privados, aunque otras más modestas no y los hijos han de ser matriculados en colegios locales. 
Una de las causas más frecuentes de la repatriación temprana es la incapacidad del cónyuge para adaptarse al nuevo emplazamiento. Por eso, algunas empresas ofrecen consejo y orientación a los cónyuges. Normalmente, no existe un salario compensatorio por pérdida de ingresos de los cónyuges, pero sí puede haber otros servicios y asistencia. Existen estructuras y asociaciones que ayudan a los cónyuges en su búsqueda de empleo. Un ejemplo es el Gracia Arts Project de Barcelona.
Hay ventajas e inconvenientes en la contratación de expatriados para trabajar en las delegaciones internacionales de las empresas. Entre las ventajas se encuentran la coordinación más directa de las divisiones internacionales de las empresas y su imagen más internacional. Entre las desventajas, encontramos los elevados costes de traslado, la posibilidad de encontrar trabas en el país de destino, así como la posible falta de adaptación al entorno extranjero.
Los departamentos de recursos humanos recurren a empresas especializadas en relocalización y empresas de mudanzas internacionales especializadas en expatriados, que pueden ayudar en la gestión del trabajo y la gestión financiera, entre otros servicios.

## Expatriate Archive Centre
El Expatriate Archive Centre de La Haya recoge cartas, diarios, fotografías y películas que documentan la historia de la vida de los expatriados. Este archivo se ha creado para coleccionar, preservar, promover y facilitar al público y a los investigadores la colección de material de primera mano que documenta la historia social de los expatriados.

## Expat Explorer Survey(2012)
Expat Explorer es una encuesta internacional de expatriados llevada a cabo por HSBC de 5339 expatriados, arrojando los siguientes resultados en torno a la vida de los expatriados.

### Economía
Se centra en las diferencias de tipo económico que se dan entre un país y otro. Se incluyen zonas de riqueza, renta, renta disponible y lujo.
1. Singapur 0,50
2. Bermudas 0,46
3. Tailandia 0,45
4. Hong Kong 0,41
5. Islas Caimán 0,40
6. México 0,38
7. China 0,35
8. Suiza 0,33
9. Baréin 0,31
10. Vietnam 0,30

### Experiencia
Se centra en el modo de vida, el nivel de adaptación y la integración en la comunidad local, y la calidad de vida.
1. Islas Caimán 0,64
2. Tailandia 0,58
3. España 0,58
4. Singapur 0,56
5. Malasia 0,54
6. México 0,53
7. Suiza 0,52
8. Alemania 0,52
9. Sudáfrica 0,51
10. Australia 0,50

### Crianza de los hijos
Se centra en el coste, la calidad de educación, servicios de cuidado y guardería, y actividades para la ayuda a la integración, salud y bienestar.
1. Canadá 0,52
2. Países Bajos 0,52
3. Hong Kong 0,50
4. Australia 0,43

## Preparación previa
Alrededor del 40% de los expatriados no consiguen finalizar la tarea asignada en el extranjero, no por incompetencia, habilidades o la tarea en si. El factor adaptación es el que entra en juego. Por eso, se consta la necesidad de una buena preparación para la vida de expatriado. Prepararse como expatriado implica preguntarse dónde se quiere ir, con quién se irá, cuánto tiempo durará la experiencia. También tener en cuenta que se deberán afrontar sentimientos de desarraigo y soledad, más o menos pronunciados según el carácter del expatriado. Después, encontrar un trabajo en el lugar deseado y, finalmente, instar para la obtención del visado de trabajo. Para poder tener éxito, es necesario adquirir conocimientos culturales sobre el país al que se dirige. También se deben adquirir conocimientos interculturales. Esto necesita un tiempo de preparación previo a la salida. Entre los retos psicológicos más importantes se encuentran la comunicación verbal, la comunicación no verbal, el comportamiento, y la forma de trabajar. La comunicación es el aspecto más importante por sus beneficios psicológicos. Previo a su llegada, el expatriado debe entender y aceptar los valores, las normas y las creencias, y los patrones de comportamiento del país anfitrión. Una de las formas de adquirir conocimientos sobre el país es lo que se denomina acercamiento cognitivo, que incluye el aprendizaje a través de conferencias y orientaciones sobre hechos, historia, religión, economía, para que el expatriado se aclimate a la cultura y el entorno. Pero la mejor forma es realizar experimentos y ejercicios prácticos para aprender de las experiencias y escenificar lo que será la vida lejos del país de origen, lo que contribuirá al éxito.